# Бугайчук, Максим Степанович
Максим Степанович Бугайчук (1924 — 2006) — советский старшина, командир миномётного расчёта 1343-го стрелкового полка 399-й стрелковой дивизии 48-й армии 2-го Белорусского фронта. Полный кавалер Ордена Славы.

## Биография
Родился 9 апреля 1924 года в селе, Червона Гребля Чечельницкого района Винницкой области в крестьянской семье.
Окончил семь классов и курсы машинистов, работал помощником машиниста паровоза в депо железнодорожной станции Котовск Одесской области. С 1941 года после начала войны был помощником машиниста бронепоезда, который делал налёты на врага вблизи села Красная Дамба Винницкой области.
С 1942 года призван в ряды РККА, воевал на Сталинградском, Калининском, Центральном и Белорусском фронтах — был командиром пулемётного расчёта 1343-го стрелкового полка 399-й стрелковой дивизии 48-й армии.
С 14 по 15 декабря 1943 года рядовой М. С. Бугайчук и его подчинённые находясь в боевом охранении у деревни Липово, предотвратили попытку противника провести разведку боем, при этом истребили до взвода гитлеровских солдат, за это 8 июня 1944 года Указом Президиума Верховного Совета СССР М. С. Бугайчук был награждён Орденом Славы 3-й степени.
25 июня 1944 года старший сержант М. С. Бугайчук при прорыве сильно укреплённой обороны противника северо-западней города Рогачёв, заменив выбывшего из строя командира взвода, руководил отражением контратаки, в ходе которой было уничтожено три вражеских снайпера, пятнадцать автоматчиков и семь солдат взято в плен. В бою старший сержант М. С. Бугайчук был контужен, но остался в строю. Во главе отделения под покровом ночи переправился через реку Березина в районе города Бобруйск и выйдя в тыл противника, бойцы под руководством старшего сержанта М. С. Бугайчука внезапным ударом вынудили врага к отступлению. 18 августа 1944 года Указом Президиума Верховного Совета СССР М. С. Бугайчук был награждён Орденом Славы 2-й степени.
10 октября 1944 года командир миномётного расчёта старшина М. С. Бугайчук при прорыве вражеской обороны на правом берегу реки Нарев близ населённого пункта Биндужка в Польше корректировал миномётный огонь. По его целеуказаниям были подавлены два орудия, три миномёта и две пулемётные точки противника. Западнее населённого пункта Магнушев-Малы в Польше, одним из первых со своим расчётом старшина М. С. Бугайчук, преодолев реку Ожыц, прикрывал огнём переправлявшиеся подразделения 1343-го стрелкового полка. 24 марта 1945 года Указом Президиума Верховного Совета СССР М. С. Бугайчук был награждён Орденом Славы 1-й степени.
В 1946 году старшина М. С. Бугайчук был демобилизован из рядов Советской армии и работал на железной дороге. В 1961 году с отличием окончил Днепропетровский институт инженеров железнодорожного транспорта. С 1961 года работал начальником железнодорожных станций Кодыма и Усатово в Одесской области. До пенсии трудился заместителем начальника Вычислительного центра Одесской железной дороги.
Умер 24 января 2006 года в Одессе.

## Награды
- Орден Славы I степени (1945)
- Орден Славы II степени (1944)
- Орден Славы III степени (1944)
- Орден Октябрьской Революции (1971)
- Орден Отечественной войны I степени (1985)

## Память
- Имя М. С. Бугайчука увековечено на Доске Героев на Театральной площади города Одессы.